# Brian Thompson
Brian Earl Thompson (Ellensburg, 28 augustus 1959) is een Amerikaanse acteur.
Thompson heeft gewerkt in het actie-avontuur en sciencefiction-genre waar zijn gestalte en unieke uiterlijk hem vaak tot imposante rollen leent, hoewel hij ook veel komische rollen heeft gespeeld. Zijn carrière begon met een kleine rol in de film The Terminator uit 1984. Zijn tweede speelfilm was de hitkomedie The Three Amigos. Hij speelde de slechterik "Night Slasher" in de film Cobra uit 1986. Zijn eerste genoemde rol was in Werewolf, een horrorserie die liep tijdens Fox' inaugurele run van 1987-1988. Thompson heeft verschillende personages gespeeld in de Star Trek-franchise, de "Alien Bounty Hunter" in The X-Files en "Eddie Fiori" in Kindred: The Embraced. In 2014 produceerde, regisseerde, schreef en speelde hij in de B-filmparodie The Extendables.

## Filmografie
- The Terminator (1984)
- Cobra (1986)
- The Three Amigos (1986)
- Fright Night Part 2 (1988)
- Alien Nation (1988)
- Pass the Ammo (1988)
- Wrong Bet (1990)
- Nightwish (1989)
- Moon 44 (1990)
- Hired to Kill (1990)
- Doctor Mordrid (1992)
- The Naked Truth (1992)
- Star Trek Generations (1994)
- Dragonheart (1996)
- Mortal Kombat: Annihilation (1997)
- Jason and the Argonauts (2000)
- Joe Dirt (2001)
- Epoch (2001)
- The Order (2001)
- Lesser of Three Evils (2007)
- Flight of the Living Dead (2007)
- The Extendables (2014); ook regie, script en co-productie
- Trafficked (2017)

### Televisie
*Exclusief eenmalige optredens
- Favorite Son (1988)
- Werewolf (1988)
- Key West (1993)
- The X-Files (1994)
- Kindred: The Embraced (1996)
- Buffy the Vampire Slayer (1997-1998)
- Charmed (2003)
- Star Trek: Enterprise (2005)
- 9-1-1 (2018-2019)

- Biblioteca Nacional de España: XX1096065
- Bibliothèque nationale de France: cb142329599 (data)
- Gemeinsame Normdatei: 1286228212
- International Standard Name Identifier: 0000 0001 1585 6766
- Library of Congress Control Number: no2006043767
- Nationale Bibliotheek van Polen: a0000001676483
- SNAC: w6m33rrj
- Virtual International Authority File: 2219171
- WorldCat: E39PBJppFY4VCWWGjcQdWDXyBP